# Peçanha (gemeente)
Peçanha is een gemeente in de Braziliaanse deelstaat Minas Gerais. De gemeente telt 17.727 inwoners (schatting 2009).

## Aangrenzende gemeenten
De gemeente grenst aan Cantagalo, Coroaci, Divinolândia de Minas, Santa Maria do Suaçuí, São João Evangelista, São Pedro do Suaçuí, Sardoá, Virginópolis en Virgolândia.